# Морган (Юта)
Морган (англ. Morgan) — город в штате Юта (США). Административный центр и единственный инкорпорированный город округа Морган. По данным переписи за 2010 год в Моргане проживали 3687 человек.

## Географическое положение
По данным Бюро переписи населения США город имеет общую площадь в 8,3 км². Морган находится на реке Уэбер. Через город проходит межштатная автомагистраль I-84.

## История
Норт-Морган был заложен около 1861 года и первоначально назывался Маунт-Джой. Первые поселенцы появились в Саут-Моргане в 1860 году. В 1868-69 годах через поселения провели трансконтинентальную железную дорогу.
Поселения Норт-Морган и Саут-Морган объединились в 1868 году в город Морган. Город был назван в честь лидера Церкви Иисуса Христа Святых последних дней Джедедайи Моргана Гранта, который занимался проведением дороги через каньон Уэбера. В 1874 году началось строительство окружного суда. В 1903 году открылся Первый Национальный банк Моргана
В Моргане находится один из основных магазинов округа, банк, аптека, две деревообрабатывающих компании, кафе и сервисы. Корпорация города Морган владеет и управляет системами электроэнергии, водоснабжения и канализации. Хотя многие из жителей города работают вне округа, основным видом деятельности остаётся сельское хозяйство. 

## Население
По данным переписи 2010 года население Моргана составляло 3687 человек (из них 50,1 % мужчин и 49,9 % женщин), в городе было 1143 домашних хозяйств и 959 семей. На территории города было расположено 1215 постройки со средней плотностью 146,4 построек на один квадратный километр суши. Расовый состав: белые — 97,0 %, афроамериканцы — 0,1, азиаты — 0,2 %, коренные американцы — 0,1 %.
Население города по возрастному диапазону по данным переписи 2010 года распределилось следующим образом: 35,9 % — жители младше 18 лет, 3,9 % — между 18 и 21 годами, 49,7 % — от 21 до 65 лет и 10,5 % — в возрасте 65 лет и старше. Средний возраст населения — 29,7 лет. На каждые 100 женщин в Моргане приходилось 100,4 мужчин, при этом на 100 совершеннолетних женщин приходилось уже 95,5 мужчин сопоставимого возраста.
Из 1143 домашних хозяйств 83,9 % представляли собой семьи: 73,9 % совместно проживающих супружеских пар (40,3 % с детьми младше 18 лет); 7,2 % — женщины, проживающие без мужей и 2,8 % — мужчины, проживающие без жён. 16,1 % не имели семьи. В среднем домашнее хозяйство ведут 3,23 человека, а средний размер семьи — 3,59 человека. В одиночестве проживали 15,0 % населения, 7,9 % составляли одинокие пожилые люди (старше 65 лет).

## Экономика
В 2014 году из 2691 человека старше 16 лет имели работу 1780. При этом мужчины имели медианный доход в 54 070 долларов США в год против 34 615 долларов среднегодового дохода у женщин. В 2014 году медианный доход на семью оценивался в 78 056 $, на домашнее хозяйство — в 70 603 $. Доход на душу населения — 26 134 $ в год.